# وودبریج (کالیفرنیا)
وودبریج (به انگلیسی: Woodbridge) یک منطقهٔ مسکونی در ایالات متحده آمریکا است که در شهرستان سن ژواکین، کالیفرنیا واقع شده‌است. وودبریج ۸٫۰۸۰ کیلومتر مربع مساحت و ۳٬۹۸۴ نفر جمعیت دارد و ۱۳٫۱۱ متر بالاتر از سطح دریا واقع شده‌است.